# Stafford (Virginia)
Stafford statisztikai település, Stafford megye székhelye az USA Virginia államában. Lakosainak száma 139 992 fő (2014).

## Népesség
A település népességének változása:

| 2014 | 139 992 |